# Priesterseminar St. Sulpice (Paris)
Das Priesterseminar Saint-Sulpice in Issy-les-Moulineaux bei Paris war eine Ausbildungsstätte der römisch-katholischen Kirche, die von Jean-Jacques Olier gegründet wurde.

## Geschichte

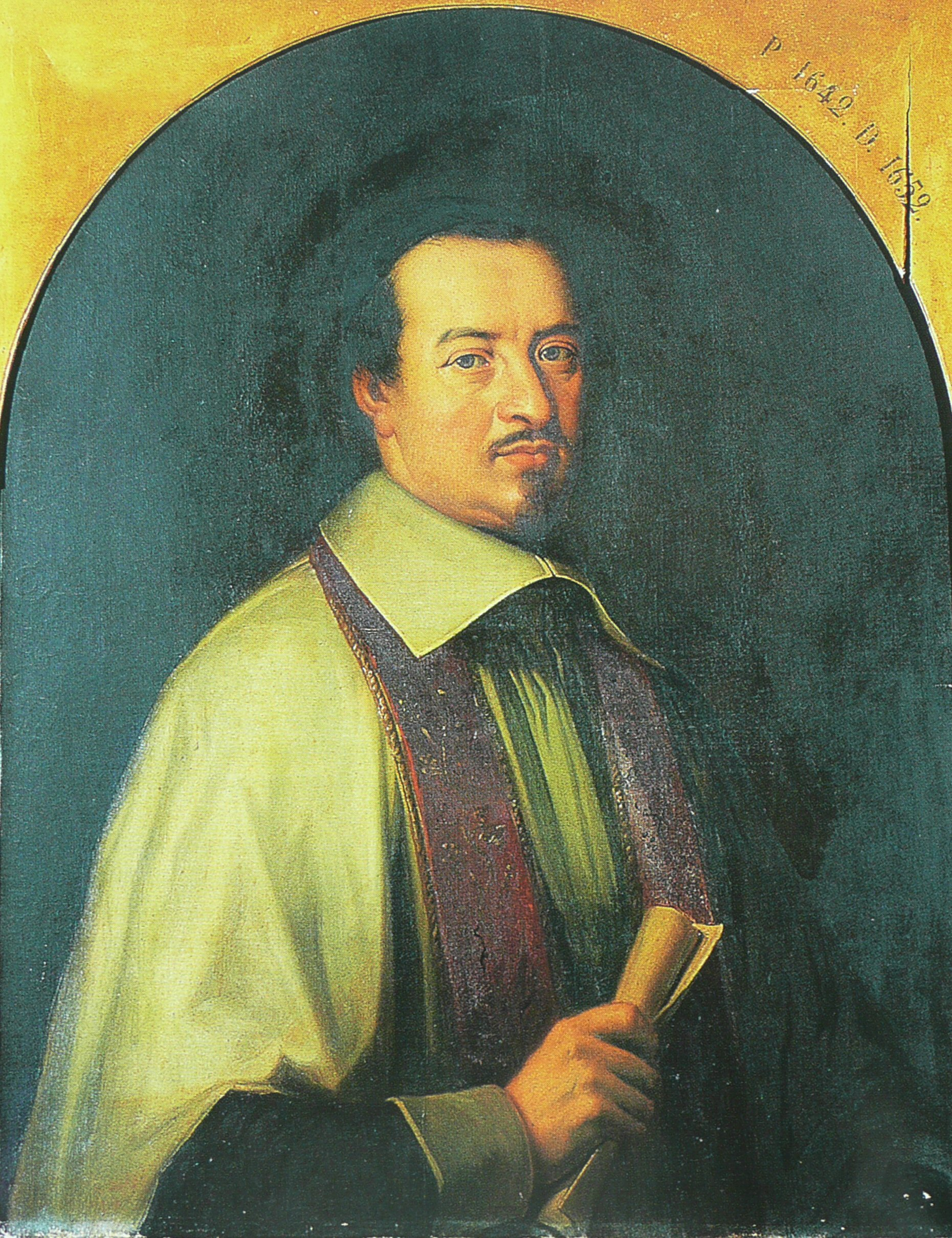
Jean-Jacques Olier, Gründer von Saint-Sulpice

Jean-Jacques Olier erhielt am 25. Juni 1642 die Pfarrei Saint-Sulpice in Paris und transferierte dorthin ein Priesterseminar in Vaugirard (heute Teil des 15. Arrondissements von Paris), das sich noch in der Gründungsphase befand. Nach der Gründung der Kongregation der Sulpizianer übernahmen diese die Leitung. Jean-Jacques Olier ließ ein Seminar bauen, das im Jahr 1651 als Grand Séminaire für Alumnen aller französischen Bistümer eingeweiht wurde. Dieses Gebäude wurde in der Revolution enteignet und 1811 niedergerissen. In den Wirren dieser Zeit führte Jacques-André Émery das Seminar und die Kongregation. Von 1820 bis 1838 wurde ein neues Gebäude gebaut, das bis 1906 als Seminar bestand, als es durch das Gesetz zur Trennung von Kirche und Staat aufgelöst wurde. Damals wurde dorthin ein Teil des Finanzministeriums verlagert. Das Generalat der Sulpizianer und das Seminar zogen nach Issy-les-Moulineaux, wo sie sich bis heute befinden.

## Bedeutung
Jean-Jacques Olier machte Saint-Sulpice zum Zentrum der École française de spiritualité. Dank deren Popularität in Frankreich wurde das Priesterseminar äußerst berühmt und bildete viele bedeutende Kleriker Frankreichs bis zum Anfang des 20. Jahrhunderts aus. Saint-Sulpice nahm großen Einfluss auf die Priesterpersönlichkeit des französischen Klerus weit über die Kongregation der Sulpizianer hinaus.

## Bedeutende Schüler
| - Denis Auguste Affre - Louis Augros - Louis-François de Bausset-Roquefort - François-Joachim de Pierre de Bernis - Henri Breuil - Elias Chacour - Pierre-Hector Coullié - Maurice Feltin - François Fénelon - Charles-Auguste-Marie-Joseph de Forbin-Janson - Joseph Alfred Foulon - Louis-Marie Grignion de Montfort - Alexandre André Jacob | - Pierre Petit de Julleville - Jean Baptiste Henri Lacordaire - Charles de La Fosse - Charles Martial Lavigerie - Charles Mannay - Eugen von Mazenod - Charles Fortuné de Mazenod - Arthur Mugnier - Leonardo Murialdo - Guillaume-Gabriel Nivers - Pierre-Bienvenu Noailles | - Jean-Martin de Prades - Ernest Renan - Jules Saliège - Emmanuel Joseph Sieyès - Alexandre Angélique de Talleyrand-Périgord - Charles-Maurice de Talleyrand-Périgord - Adolphe Tanquerey - Joseph-Marie Timon-David - Stanislas-Arthur-Xavier Touchet - Pierre Vergniaud |